# Combat Report
Combat Report ist ein US-amerikanischer Kurzfilm aus dem Jahr 1942. Der Dokumentarfilm wurde von dem United States Army Signal Corps unter Mithilfe der Academy of Motion Picture Arts and Sciences produziert und zeigt eine Bomberstaffel im Zweiten Weltkrieg, die sich auf den U-Boot-Krieg spezialisiert hat.

## Handlung
Der Propagandafilm gibt vor, auf Aussagen aus dem Secretary of War zu beruhen. Den Rahmen bildet ein Anflug auf eine U-Boot-Flotte. Diese Bilder werden immer wieder unterbrochen, um die Entstehung der Flugzeuge zu beleuchten. So enthält der Dokumentarfilm Ausschnitte aus dem Bau der speziellen Bomberturbinen sowie die Arbeit der Entwickler. Auch Einblicke in Funk und Navigation werden vermittelt. Der Kurzfilm endet mit dem Abschuss der U-Boot-Flotte.

## Hintergrund
Combat Report erhielt 1943 eine Oscarnominierung als Bester Dokumentarfilm. In den Vereinigten Staaten gilt der Film als Public Domain und ist im WWII-Archiv der Website Internet Archive abrufbar.